# Tamatoa III
Tamatoa III, dit « Fa'o » ou « le Grand » ou encore« Tapa », est un souverain polynésien des Îles Sous-le-Vent issu de la lignée royale des Tamatoa de Raiatea. Né vers 1757 à Raiatea et décédé en juin 1831 sur son île natale, il est le fondateur de la ville de Uturoa, autrefois appelée Utumaoro,. Il règne sur le royaume des îles de Raiatea et Tahaa de 1815 jusqu'à sa mort. Il est l'ancêtre commun ou un parent proche des différents souverains qui se sont succédé aux Îles Sous-le-Vent et à Tahiti.

## Ascendance
Sa mère est Rereao a Uruatu et son père Uuru a Tamatoa, dit aussi Vetearai ou Teriinavahoroa, roi de Raiatea par voie héréditaire. Le roi Puni de Bora conquiert les îles de Raiatea et Tahaa avant 1769. Uuru conserve son titre mais son pouvoir est confiné au district de Opoa au sud de Raiatea ou il possède des terres[pas clair].

## Descendance
Tamatoa III épouse Turaiarii, fille de Mato a Maua et de Tehaapapa a Teriitaria. Ils ont cinq enfants :
- La princesse Teriitaria a Tamatoa (1791-1858), reine de Huahine de 1815 à 1852 et concubine du roi Pomare II de Tahiti. Étant sans enfant, elle adopte le fils Ariiaue de Pomare IV en pour lui succéder  sur le trône de Huahine ;
- La princesse Teritoiterai Teremoemoe a Tamatoa (1793-1867) dite Taaroaarii vahine[4]. Elle épouse le roi Pomare II et donne naissance au roi Pomare III et à la princesse Aimata, future reine Pomare IV ;
- La princesse Teihotu a Tamatoa (1800-1826), qui épouse le prince Hiro. Ils ont deux fils : le prince Ari'ifaaite qui épouse sa cousine la reine Pomare IV et le prince Ari'ipeu qui épouse Temarii a Taaroaarii de Huahine ;
- Le prince Moe'ore a Tamatoa, futur roi Tamatoa IV (1795-1857), héritier du trône de Raiatea-Tahaa. Il épouse en premières noces Mahuti de Vaiari (Tahiti), avec qui il a 2 filles et 2 garçons :
  - Tehaapapa Maerehia a Tamatoa (1824-1893), future reine de Huahine qui épouse Teururai Ariimate de Huahine ;
  - Hapaitahaa a Tamatoa, décédée sans postérité en 1861 à Paea ;
  - Faaoromai a Tamatoa ;
  - Tamatoa a Tamatoa, dit "le boiteux", qui aurait succédé à son père s'il n'était pas mort prématurément.

Moeore a ensuite une deuxième épouse avec laquelle il n'a aucun enfant ;
- La princesse Temarii Maihara (1797-1834), décédée sans postérité.

## Titres
- Sa Majesté Tamatoa, roi de Raiatea et Tahaa[5] ;
- Tamatoa, roi de Raiatea et Tahaa[6],[7].